# Силба

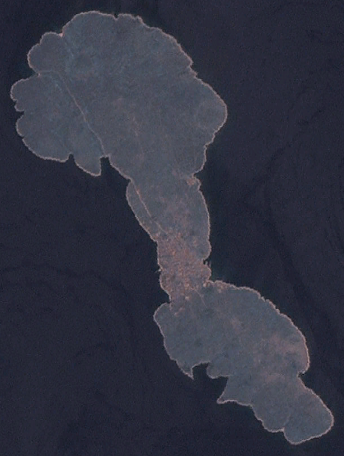
о. Силба, вигляд з космосу

Силба (хорв. Silba) — острів в Хорватії, в північній частині Адріатичного моря. Острів розташований на північний захід від Задара. На північ від острова знаходиться затока Кварнер, на південь — затока «Вирське море». На схід від Силби лежить острів Олиб, на північний захід — Лошинь, на захід — Премуда, а на південь — група невеликих островів, за якими починається Дугі-Оток .
Площа острова — 14,27 км ², він має форму цифри 8, причому селище Силба, де живе майже все населення острова розташоване у вузькій середній частині. Найвища точка острова — пагорб Варх (83 метри). Постійне населення острова 265 осіб, проте влітку населення зростає до кількох тисяч осіб. Силба пов'язана регулярними поромними рейсами із Задаром.
На острові велика кількість пляжів, скель і красивих видів. Силба оголошена пішохідною зоною, на ньому заборонено автомобільний рух.